# 中国人民政治协商会议第四届全国委员会委员名单

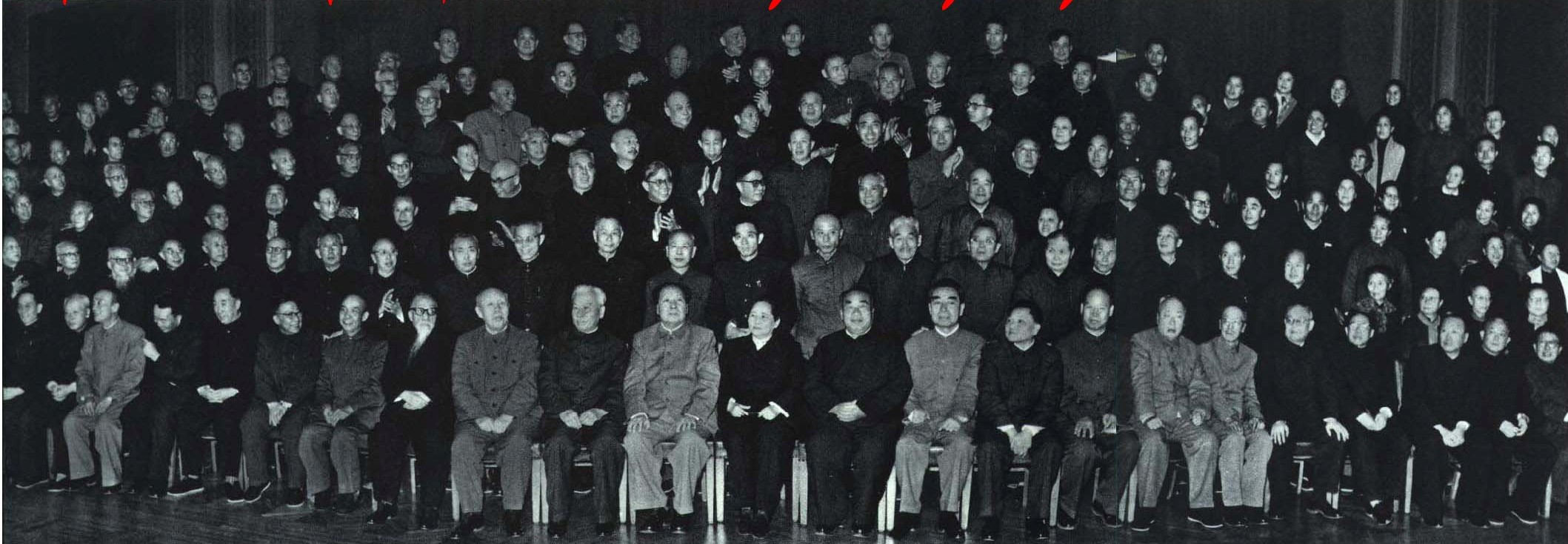
全国政协第四届1次会议

中国人民政治协商会议第四届全国委员会共有委员1197人，任期为1965年1月至1978年3月。

## 主席、副主席、秘书长
- 名誉主席：毛泽东
- 主席：周恩来
- 副主席：彭真、陈毅、叶剑英、黄炎培、陈叔通、刘澜涛、宋任穷、徐冰、高崇民、蔡廷锴、韦国清、邓子恢、李四光、傅作义、滕代远、谢觉哉、沈雁冰、李烛尘、帕巴拉·格列朗杰、许德珩、李德全、马叙伦
- 秘书长：平杰三

## 常务委员
于树德、于毅夫、寸树声、马寅初、马辉之、王子纲、王从吾、王世英、王芸生、王学文、王绍鏊、王首道、王雪莹、王维纲、王照华、王稼祥、车向忱、邓初民、邓宝珊、邓洪、孔祥祯、卢汉、卢郁文、史良、安子文、刘文辉、刘良模、刘晓、刘清扬、刘斐、刘锡五、吉雅泰、巩天民、达浦生、朱学范、朱蕴山、伍修权、伍献文、孙起孟、孙晓村、汪金祥、宋裕和、闵刚侯、严希纯、苏子蘅、李书城、李立三、李运昌、李初梨、李国伟、李昌、李淑英、李楚离、杨东莼、杨奇清、杨明轩、吴研因、吴鸿宾、吴溉之、何长工、张子意、张友渔、张邦英、张孝骞、张秀岩、张劲夫、张治中、张奚若、阿旺嘉措、陈此生、陈先瑞、陈伯达、陈其尤、陈明仁、陈国栋、陈寅恪、陈望道、陈维稷、邹大鹏、邵力子、郑位三、拉敏·益喜楚臣、林修德、金如柏、季方、周士观、周士第、周扬、周苍柏、周培源、屈武、施复亮、赵朴初、赵宗燠、荣毅仁、胡克实、哈丰阿、俞大绂、钟惠澜、侯德榜、饶毓泰、贺诚、闻家驷、高文华、郭化若、郭沫若、郭棣活、唐天际、唐生智、班禅额尔德尼·却吉坚赞、袁任远、聂洪钧、徐伯昕、徐楚波、陶峙岳、章蕴、康克清、阎宝航、萨空了、曹菊如、曹瑛、龚子荣、曾宪植、曾泽生、董其武、舒舍予、程潜、程坦、傅连暲、楚图南、赖际发、熊庆来、蒲辅周、谭冠三、潘复生

## 委员

### 中国共产党（60名）
于江震、王从吾、王观澜、王学文、王宗槐、王维纲、王稼祥、孔祥祯、平杰三、甘渭汉、叶剑英、安子文、刘西元、刘晓、刘锡五、刘澜涛、许立、吕正操、伍修权、孙志远、汪金祥、李立三、李初梨、李运昌、李步新、李卓然、李维汉、李楚离、杨奇清、邹大鹏、张子意、张邦英、陈伯达、陈毅、郑位三、欧阳毅、金如柏、金城、周士第、周恩来、赵汉、胡耀邦、段君毅、姚依林、高文华、郭化若、郭明秋、唐天际、袁任远、徐冰、陶铸、梁国斌、龚子荣、曾山、曾宪植、谢觉哉、彭真、谭冠三、滕代远、薛子正

### 中国国民党革命委员会（40名）
丁超五、王昆仑、王葆真、邓宝珊、龙泽汇、卢汉、卢郁文、刘文辉、刘风竹、刘孟纯、刘通、吕集义、朱蕴山、任芝铭、任崇高、孙恩元、苏从周、李平衡、李俊龙、李蒸、何香凝、张治中、陈此生、陈劭先、陈建晨、陈铭枢、邵力子、周范文、屈武、侯镜如、唐生智、袁金章、聂轰、夏仲实、翁文灏、梅龚彬、黄方刚、程潜、楚溪春、蔡廷锴

### 中国民主同盟（40名）
寸树声、千家驹、戈福鼎、双清、邓初民、冯友兰、冯素陶、史良、关梦觉、吕季方、沙彦楷、辛志超、闵刚侯、杨一波、杨子廉、杨明轩、吴从征、吴汉家、吴富恒、谷霁光、张毕来、陈中凡、陈望道、林仲易、林植夫、罗涵先、周新民、闻家驷、胡愈之、俞大絪、费孝通、贺麟、高一涵、高崇民、唐弘仁、唐哲、谢高峰、萨空了、黄执中、潘光旦

### 中国民主建国会（40名）
丁忱、刁沼芬、王艮仲、毛铁桥、古耕虞、叶宝珊、汤绍远、刘念智、华煜卿、孙友樵、孙起孟、孙晓村、孙耀华、李贻赞、李烛尘、吴大琨、吴觉农、吴晋航、吴羹梅、张蔚岑、陈子彬、陈希仲、陈维稷、陈邃衡、金学成、周士观、周焕章、施复亮、荣毅仁、胡厥文、侯启兴、浦洁修、郭守昌、资耀华、莫艺昌、章元善、黄炎培、黄凉尘、董林哲、虞效忠

### 无党派民主人士（20名）
马一浮、马寅初、王力、向达、沈谦、杜春晏、李书城、张奚若、陈石英、郑昕、柳野青、俞大绂、饶毓泰、唐钺、翁独健、徐正、章士钊、傅作义、傅鹰、熊庆来

### 中国民主促进会（20名）
马叙伦、王绍鏊、冯少山、李平心、李霁野、杨东莼、杨坚白、吴研因、张纪元、陈礼节、陈麟瑞、周建人、柯灵、顾均正、顾颉刚、徐伯昕、徐楚波、戚景龙、葛志成、喻传鉴

### 中国农工民主党（20名）
丁贡南、邓作楷、丘辰、刘大杰、庄明远、杨清源、杨惠安、吴彦求、陈伊林、陈邦贤、范权、罗任一、季方、周太玄、练惕生、郭则沉、秦伯未、徐彬如、黄琪翔、董爽秋

### 中国致公党（8名）
刘成鹏、严希纯、何上举、张友仁、陈其尤、柯朝阳、黄鼎臣、雷沛鸿

### 九三学社（20名）
方亮、王之相、刘恢先、许德珩、乔启明、孙承佩、劳君展、李毅、陈立、陈鹤琴、茅以升、金克木、周培源、袁翰青、游国恩、黄友谋、程希孟、裴文中、薛公绰、薛愚

### 台湾民主自治同盟（8名）
王天强、田富达、丘琳、苏子蘅、李纯青、陈文、陈文彬、徐萌山

### 中国共产主义青年团（10名）
边春光、刘平、任景德、孙轶青、辛国治、李立功、张学彦、张超、胡克实、黄大仿

### 中华全国总工会（38名）
马辉之、王国骥、王家扬、冯诗云、刘子久、刘达潮、刘英源、朱学范、向明华、孙维忠、宋川、李仙、李时良、李淑英、李颉伯、李景韩、何英才、狄子才、张金保、张树荣、陈书乐、陈宇、陈兆毅、陈国珍、郑晶华、易礼容、赵占魁、郭绍江、莫家瑞、栗再温、顾大椿、徐光、徐畹珍、梁永福、彭思明、黄民伟、黄德茂、戴云

### 农民（16名）
王玉坤、王录、龙冬花、李登瀛、吴春安、吴德简、何基沣、张庆孚、张修竹、张维城、罗文瑞、周桂林、钟成亮、高凤志、鲁桂兰、廖鲁言

### 中华人民共和国妇女联合会（32名）
丁果仙、丁是娥、于滋潭、王国秀、王雪莹、尹羲、刘王立明、刘守璞、刘碧清、关瑞梧、许广平、朱旦华、孙文淑、沈方成、沈粹缜、严凤英、苏华、杜君慧、吴綪、吴琳涛、邹仪新、张秀岩、陆秀、陈介平、陈琏、拉希达、草明、秦怡、章蕴、曹冠群、盛愉、彭青

### 中华全国青年联合会（8名）
马娴华、王照华、闵豫、李文耀、李淑兰、胡松华、萧洁萍、黄永安

### 合作社（11名）
于树德、马载、王念基、田坪、江仲华、安翰华、张越霞、梁耀、董昆一、程启光、潘复生

### 中华全国工商业联合会（40名）
丁佐成、马金庆、王少岩、王德舆、冯和法、汤元炳、刘靖基、邦达养璧、巩天民、朱继圣、孙鼎、宋子纯、李宗坊、李国伟、李勉之、杨子霖、杨天受、杨受百、吴雪之、张香圃、张敬礼、陈叔通、陈经畬、陈祖沛、苗海南、周苍柏、周叔韬、经叔平、胡子昂、郭琳爽、郭棣活、席文光、唐君远、凌其峻、梁尚立、黄玠然、董仁明、焦寰五、程秉文、廖霭庭

### 中国文学艺术界联合会（52名）
刁光覃、卫仲乐、方晓天、丰子恺、王个簃、王朝闻、石少华、石羽、叶浅予、田汉、刘芝明、关玉和、孙维世、阳翰笙、沈浮、沈雁冰、苏育民、李少春、李波、杨荫浏、吴天保、张士勤、张丽云、张骏祥、张景祜、张德成、陆地、陈其通、陈鲤庭、纳·赛音朝克图、郑伯璋、郑君里、郑奕奏、金国富、周扬、周惠侬、祝志澄、柳青、俞振飞、侯宝林、唐韬、梁斌、崔美善、彭俐侬、黄虹、蒋兆和、韩世昌、韩俊卿、喻宜萱、舒舍予、焦菊隐、熊佛西

### 中华人民共和国科学技术协会（60名）
方强、王子纲、王成武、王仲富、王宪钊、邓叔群、乐天宇、刘纯倓、刘杰、刘述文、刘恩兰、庆承道、关绍宗、许宝騄、吕东、朱树屏、朱惠方、孙保基、孙越崎、宋叔和、杜巍、李四光、李连捷、杨伟、吴世鹤、吴学蔺、何之泰、何长工、何作霖、张劲夫、张震球、陈芳允、陈家镛、陈嵘、范长江、罗宗洛、周立、施洪熙、赵庆杰、赵宗燠、胡师童、俞启葆、俞建章、涂治、郭洪涛、郭慕孙、徐振骐、陶亨咸、陶述曾、陶鼎来、梁翕章、章名涛、谢家泽、谢家荣、黄育贤、程裕淇、赖际发、简根贤、裴鉴、熊大仕

### 社会科学团体（20名）
冯定、安绍芸、许立群、杨献珍、吴半农、张友渔、张仲实、张颐、陈岱孙、范若愚、季羡林、周有光、孟用潜、容庚、郭大力、夏石农、黄文弼、黄肇兴、韩寿萱、傅懋绩

### 教育界（42名）
王一知、王琎、王越、王遵明、车向忱、冯乃超、叶雪安、乐森璕、江泽涵、刘子载、刘皑凤、刘锡瑛、刘墉如、曲仲湘、朱光潜、辛树帜、李沛文、李春芬、李舜琴、李麟玉、杨秀峰、利翠英、何炳麟、张子高、张秋华、张铨、陆慈、陈汉标、陈序经、郑晓沧、周明祥、姜立夫、赵君陶、赵洪璋、胡庶华、俞调梅、贺绿汀、聂真、夏承焘、桑热嘉措、章守玉、黄叔培

### 新闻出版界（11名）
王子野、王芸生、叶至善、孙文石、严独鹤、吴景崧、张明养、陈翰伯、徐迈进、曹谷冰、黄洛峰

### 医药卫生界（40名）
马文昭、王兆俊、尤家骏、兰锡纯、叶心清、叶橘泉、汤腾汉、朱章赓、吴朝仁、余㵑、何穆、张孝骞、张毅、陈中伟、陈桂云、陈景云、郑守谦、林范洪、林葆骆、易见龙、施今墨、胡正祥、胡传揆、胡献尚、钟惠澜、侯宝璋、姚克方、贺彪、郭子化、曹依秀、崔义田、谢少文、黄天启、黄省三、傅连暲、蒲辅周、鲍鉴清、蔡堡、戴正华、戴济民

### 对外和平友好团体（22名）
刀有良、卢绪章、刘泽荣、朱良、汪道涵、李昌、杨朔、张化东、张醁村、郑森禹、罗贵波、罗静宜、周文龙、周竹安、俞志英、侯德榜、郭沫若、钱俊瑞、曹瑛、楚图南、熊复、黎照寰

### 社会救济福利团体（11名）
刘清扬、邢赞亭、伍云甫、李云、李德全、张淑义、陈其瑗、陈维博、浦化人、黄乃、熊瑾玎

### 少数民族（36名）
刀承宗、刀栋庭、才旦卓玛、马五达、司迪克·木沙也夫、甘春雷、包尔汉、江金·索朗杰布、吉雅泰、李呈祥、吴忠烈、吴鸿宾、张超伦、陆镇藩、阿木提、纳旺金巴、拉敏·益喜楚臣、欧尔孝、罗大英、帕夏·依夏、周霖、赵承金、胡玉堂、哈丰阿、哈米阿斯力汉、高耀星、班禅额尔德尼·却吉坚赞、桑颇·才旺仁增、崔采、博彦满都、黄松坚、黄穆如、傅正松、熊亮臣、潘一志、穆芝房

### 华侨（17名）
王一知、王汉杰、王纪元、王炎之、王雨亭、卢心远、许志猛、伍治之、苏振寿、李有箴、李梅、杨新容、张楚琨、林修德、赵昱、郭福长、颜西岳

### 宗教界（16名）
巨赞、皮漱石、刘良模、刘品一、达浦生、吴耀宗、张家树、阿旺嘉措、陈撄宁、松溜·阿戛牟尼、帕巴拉·格列朗杰、赵朴初、涂羽卿、阎迦勒、喜饶嘉错、戛拉僧丹比扎拉森

### 特别邀请人士（439名）
丁武选、丁秋生、于明涛、于洪深、于毅夫、万昕、马文瑞、马连良、马明德、马佩勋、方与严、方少逸、方善境、方鼎英、王大甫、王文义、王凤振、王凤梧、王世英、王只谷、王达甫、王启贤、王克俊、王伯祥、王学明、王诗恒、王珊、王致中、王宽诚、王家桢、王尊三、王弼、王慰曾、王耀武、戈定远、牛佩琮、毛钟鸣、毛懋卿、仇鳌、邓士章、邓汉祥、邓金鍌、邓洁、邓洪、邓哲熙、邝安坤、冯兰洲、冯平、冯达、甘思和、石志本、卢宗澄、申伯纯、叶胥朝、叶恭绰、叶培大、叶景莘、叶毓芬、田心、田厚义、田裕民、史永、白纪年、白志文、白薇、司徒慧敏、江炳灵、汤传箎、安志藩、安若定、安春山、刘士豪、刘飞、刘少白、刘先胜、刘向三、刘多荃、刘志汉、刘芦隐、刘君实、刘定安、刘雨岑、刘昆水、刘昌义、刘昌毅、刘绍庭、刘型、刘显宜、刘逊夫、刘家琦、刘道衡、刘敬宜、刘斐、刘楷、刘瑶章、刘嘉树、刘赜、庄田、关士聪、关学文、米暂沉、吕斯百、吕澄、朱大纯、朱子帆、牛石麟、朱洁夫、朱涤新、朱遂、朱鼎卿、乔明礼、伍培英、伍献文、华国英、孙兰峰、孙廷芳、孙仲逸、孙孚凌、孙揆一、孙瀛洲、沈从文、沈从龙、沈志远、沈体兰、沈肇年、沈德纯、宋云彬、宋应、宋希濂、宋君复、宋劭文、宋维静、宋裕和、辛葭舟、苏延宾、杜聿明、杜新波、李力仁、李子诵、李六如、李世杰、李乐平、李冲和、李伯球、李学海、李宝实、李果珍、李觉、李春田、李荫桢、李保森、李悦言、李振、李根源、李雪三、李培基、李隆、李嘉仲、李整武、李耀、杨公庶、杨汉章、杨运珊、杨松青、杨尚儒、杨国夫、杨建新、杨济生、杨拯民、杨种兰、杨梅生、杨崇瑞、杨耀德、束世澄、吴山民、吴文藻、吴世昌、吴仲华、吴仲超、吴咏湘、吴志超、吴诚忠、吴岱峰、吴家象、吴崇筠、吴溉之、吴善多、吴敬业、吴景超、吴嘉民、余纪一、余非、余洪远、邱先通、何如愚、何克希、何贤、何思源、何维忠、何辉、何鲁、何德全、邹秉文、邹春座、邹钟林、张广才、张之江、张弓、张天云、张中、张仁初、张汉武、张世纲、张执一、张有谷、张有龄、张怀璞、张克明、张克侠、张作梅、张泊泉、张学铭、张宗燧、张英、张述祖、张松龄、张承祜、张宪武、张荣臻、张振汉、张瑞、张瑞麟、张慕尧、张曙时、陆殿栋、陈公培、陈半丁、陈正湘、陈丕扬、陈北辰、陈达、陈先瑞、陈华、陈克非、陈国栋、陈明仁、陈茹玉、陈铁、陈涵奎、陈寅恪、陈康白、陈铭德、陈舜礼、陈璧如、邵子言、邵均、邵循正、郑易里、郑洞国、郑辟疆、武惕予、范汉杰、范治农、范秉哲、范琪、茅以新、茅祖枃、林之翰、林文蓥、林平一、林达光、松谋、罗仁全、罗明、罗培元、罗隆基、罗绳武、罗湘涛、岳劼毅、周子祯、周玉成、周亚卫、周诚浒、周鸂、周祥初、周骏鸣、周康民、周趿、周瘦鹃、周嘉彬、孟庆山、孟绍濂、洪沛、施嘉干、项叔翔、赵君迈、赵品三、赵深、赵镕、胡春圃、胡弼亮、胡懋华、茹欲立、柳士英、侯仁之、侯政、饶辅民、费彝民、姚维钧、贺东生、贺诚、贺培真、浦熙修、高卓雄、郭汝瑰、郭宗汾、郭宝钧、郭宝珊、郭和夫、郭增恺、唐生明、秦元珍、秦德君、袁世海、袁敦礼、晋巩、聂洪钧、贾亦斌、顾启文、顾卓新、顾家杰、顾懋勋、晏福生、爱新觉罗·溥仪、钱希钧、钱钧、钱端升、倪志亮、倪征𣋉、徐介藩、徐长勋、徐肇和、陶峙岳、陶晋初、凌其翰、梁从学、梁国兴、梁漱溟、章伯钧、康心之、康同璧、阎宝航、阎揆耍、萧丹峰、萧贤法、萧新槐、梅汝璈、曹承宗、曹冠英、曹菊如、曹焕文、龚苏民、盛彤笙、童炎生、童宪章、曾泽生、曾昭抡、曾碧漪、谢威、谢瑞阶、谢锡瑹、彭加伦、彭杰如、彭明治、彭镜秋、蒋全、蒋丽金、蒋溶、黄子卿、黄异生、黄启汉、黄绍竑、黄觉菴、黄药眠、黄逖非、黄翔、黄新彦、黄雍、葛敬恩、董守义、董竹君、董其武、董渭川、韩文信、韩伟、韩铁声、惠世如、覃异之、喻楚杰、喻缦云、程坦、程明升、焦实斋、傅其芳、傅柏翠、傅崇碧、傅道伸、鲁崇义、雷天觉、雷平、雷震、裘法祖、蒙定军、蓝马、楼福卿、赖西夔、赖毅、端木杰、廖安邦、廖运泽、廖沫沙、廖耀湘、谭少佳、谭希林、蔡佩莹、熊十力、熊正必、熊秉坤、潘寿才、潘孝硕、潘伯鹰、潘峰、薛立平、薛笃弼、冀春光、穆成宽、蹇先任、戴文彬、魏自愚